# Charles Henry Dessalines d'Orbigny
Pour les articles homonymes, voir Orbigny.
Charles Henry Dessalines d'Orbigny est un botaniste et un géologue français, né le 2 décembre 1806 à Couëron (Loire-Inférieure) et mort le 14 février 1876 à Paris.

## Biographie
Charles Henry est le fils de Charles Marie d'Orbigny (1770-1856), créole blanc de Saint-Domingue devenu médecin, et le frère cadet du naturaliste Alcide Dessalines d'Orbigny (1802-1857). Il commence ses études à La Rochelle et part à Paris étudier la médecine. Il succède, en 1834, à Louis Cordier (1777-1861), aide-préparateur en géologie au Muséum national d'histoire naturelle. Il devient aide-naturaliste en 1837 mais doit quitter ses fonctions en 1864 à cause de sa santé défaillante. Il est alors remplacé par Stanislas Étienne Meunier (1843-1925).
Il dirige la parution du Dictionnaire universel d’histoire naturelle (1841-1849 en seize volumes, seconde édition en 1861), considéré comme l’une des meilleures encyclopédies d’histoire naturelle du XIXe siècle (réédité partiellement en 2007).
Il est inhumé au cimetière du Père-Lachaise (95e division).

## Œuvre
- Dictionnaire universel d'histoire naturelle, volume 1-13 et Atlas de zoologie t. 1-3, 1847-1849 : lire en ligne

## Pour approfondir